# Tissue-Papier
Tissue-Papier (von englisch tissue ‚Gewebe‘; auch Tissuepapier oder Papiertuch) ist ein saugfähiges, feingekrepptes Hygienepapier aus Zellstoff. Es wird meist mehrlagig für Toilettenpapier, Küchenpapier, Papierservietten und Papiertaschentücher verwendet.

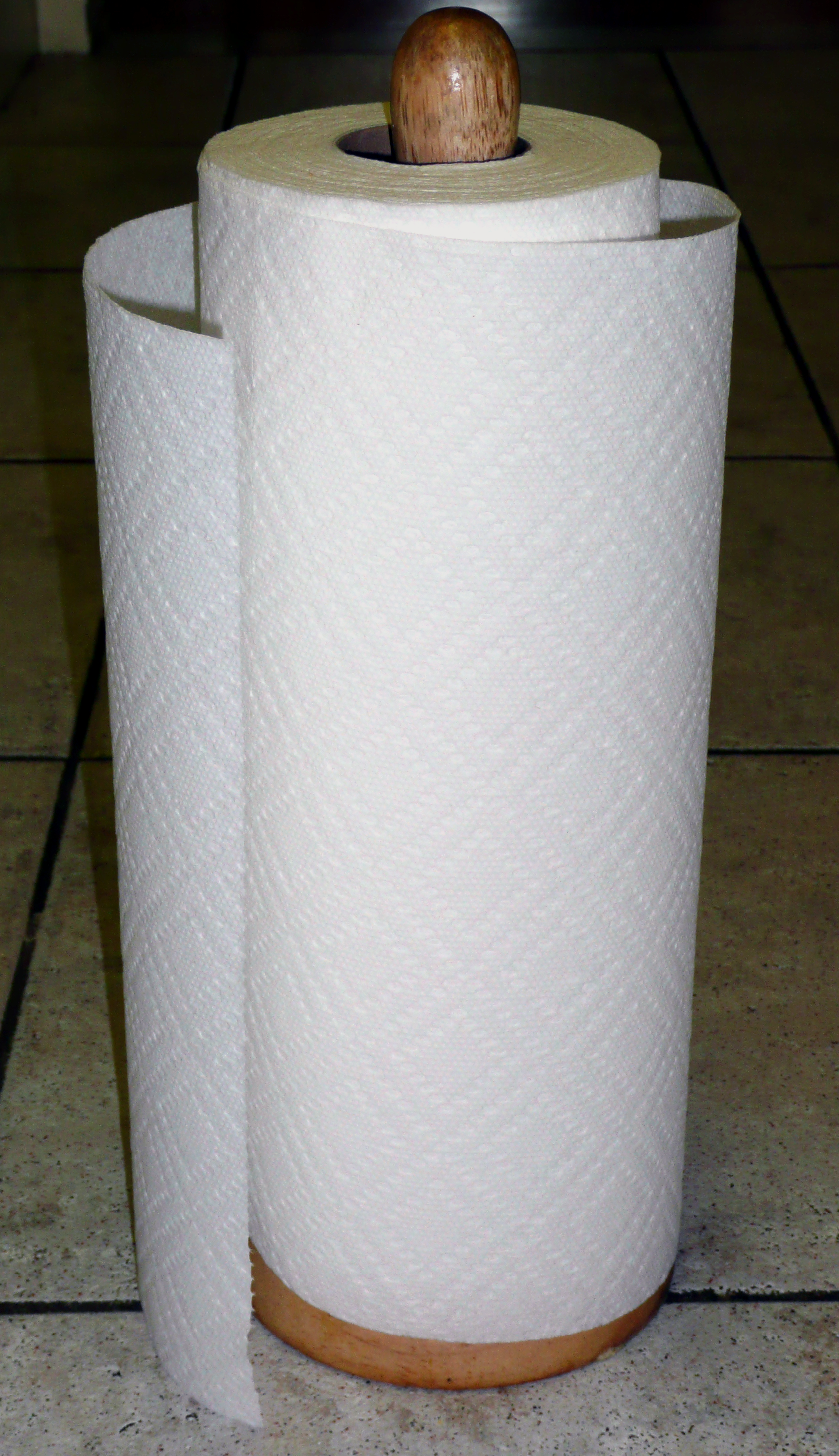
Küchenrolle im Ständer

## Geschichte
Tissue-Papier wurde erstmals von William Corbin in der Forschungs- und Entwicklungsabteilung der Firma Brown in Berlin, New Hampshire hergestellt. Bis zum Jahr 1922 hatte die Firma das Produkt perfektioniert und begann die Massenproduktion in Berlin an der Stadtgrenze zu  Gorham, New Hampshire. Das Produkt wurde dann unter dem Namen Nibroc Papierhandtücher verkauft. Nibroc ist ein Anagramm und heißt rückwärts gelesen Corbin, der Nachname des Erfinders.

## Herstellung
Tissue-Papier wird auf besonderen Papiermaschinen gefertigt. Hierbei handelt es sich nicht (wie bei herkömmlichen Papiermaschinen) um mehrere Trockenzylinder, sondern um einen meist 4,5–5 m großen Krepp-Zylinder. Dieser wird von zwei Trockenhauben umschlossen, in dem die Papierbahn binnen hundertstel Sekunden getrocknet wird. Dies geschieht mit einer Temperatur um 460 °C.
Die flächenbezogene Masse von Tissue-Papier liegt üblicherweise im Bereich von 15 bis 30 g/m², kann aber auch geringere Werte bis zu 5 g/m² annehmen. Die Bestimmung der flächenbezogenen Masse von Tissue-Papier ist wegen der gekreppten Oberfläche nicht trivial, und wird in der DIN-Norm DIN EN ISO 12625-6 geregelt.

## Die größten Tissue-Hersteller
Zu den weltweit größten Herstellern von Tissue-Papier gehören die Unternehmen SCA aus Schweden (heutiger Name: Essity) und Kimberly-Clark aus den USA, Eigner von u. a. Hakle.
| Unternehmen                                | Land               | Produktions- volumen in t |
| ------------------------------------------ | ------------------ | ------------------------- |
| Svenska Cellulosa Aktiebolaget (SCA)       | Schweden           | 1.700.000                 |
| Sofidel-Gruppe (mit LPC Group )            | Italien            | 940.000                   |
| Georgia-Pacific                            | Vereinigte Staaten | 850.000                   |
| Kimberly-Clark                             | Vereinigte Staaten | 770.000                   |
| Metsä Tissue                               | Finnland           | 600.000                   |
| Wepa                                       | Deutschland        | 600.000                   |
| Industrie Cartarie Tronchetti (ICT Gruppe) | Italien            | 540.000                   |
| Cartiera Lucchese Group (Lucart Group)     | Italien            | 190.000                   |